# Bigamie
Pour les articles homonymes, voir Bigamie (homonymie).
 (août 2024).
Si vous disposez d'ouvrages ou d'articles de référence ou si vous connaissez des sites web de qualité traitant du thème abordé ici, merci de compléter l'article en donnant les références utiles à sa vérifiabilité et en les liant à la section « Notes et références ».

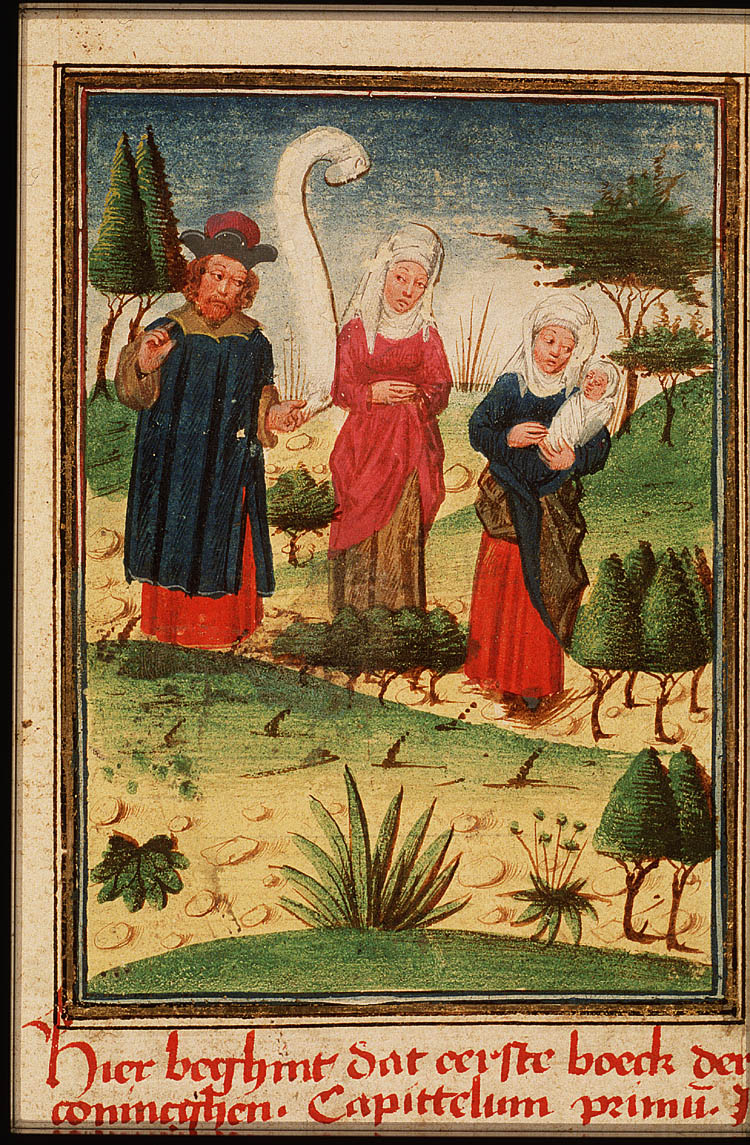
Elkana et ses deux femmes.

Dans les cultures où la monogamie est obligatoire, la bigamie est l'acte de contracter un mariage avec une personne tout en étant toujours légalement marié à une autre. Une séparation de corps du couple ne modifie pas leur situation matrimoniale en tant que personnes mariées. Dans le cas d'une personne en instance de divorce de son conjoint, cette personne est considérée comme légalement mariée jusqu'à ce que le divorce devienne définitif ou absolu en vertu de la loi de la juridiction compétente. Les lois sur la bigamie ne s'appliquent pas aux couples dans une relation de fait ou de cohabitation, ou qui entrent dans de telles relations lorsqu'un est légalement marié. Si le mariage antérieur est nul pour une raison quelconque, le couple n'est pas marié et, par conséquent, chaque partie est libre d'en épouser une autre sans enfreindre les lois de la bigamie.
La bigamie est un délit dans la plupart des pays qui ne reconnaissent que les mariages monogames. Lorsque cela se produit dans ce contexte, les deux conjoints ne se connaissent souvent pas l'un et l'autre. Dans les pays qui ont des lois contre la bigamie et a fortiori la polygamie, à quelques exceptions près (comme l'Égypte et l'Iran), le consentement du conjoint précédent ne change rien à la légalité du deuxième mariage, qui est généralement considéré comme nul.